# 信息系统

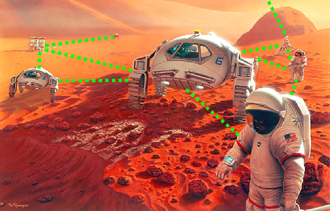
在火星計劃中利用信息系統的想像

信息系统或信息系統（Information Systems），從技術上說就是為了支持組織決策和控制而收集（或獲取）、處理、存儲、分配信息的一組相互關聯的組件。除了支持決策、協作和控制，信息系統也可用來幫助經理和工人分析解決問題，使複雜性可視化，以及創造新的產品，從商業角度看，一個信息系統是一個用於解決環境提出的挑戰的、基於信息技術的組織管理方案。通常用「信息系統」這個詞時，特指依賴於計算機技術的信息系統。
一个基于计算机的信息系统是以计算机软件、硬件、資料存取和資訊流通等技术为核心的人机交互系统。
信息系統是由一系列相互關聯的組件構成，是通過信息的收集，處理，存儲及發佈為組織決策和組織控制提供支持的系統。信息系統包括組織內部及其周邊環境中所有重要人員，地理位置，和事物的相關信息。來自《Management Information Systems Managing The Digital Firm》

## 根據Laudon的MIS階層與系統間的關係
有六大系統支援四個階層：

### 知識管理階層
主要是KWS（Knowledge Work System，知識工作系統）與OS（Office System，辦公室系統），負責累積知識與協助運用知識以提高組織的競爭力。而此一階層管理人員也可以應用DSS完成相關決策工作。

### 管理控制階層
主要為MRS（Management Reporting System，管理報告系統），即狹義的MIS（Management Information System，管理資訊系統），整合各個DPS所收集各項的資料，提供組織管理資訊，反應部門現況，其內容通常是部門功能導向，用來解決各種結構性問題，可以產生綜合摘要與例外報表以提供中階管理人員使用，通常是一個大型的整合架構。而此一階層管理人員也可以應用DSS完成相關決策工作。

### 策略規劃階層

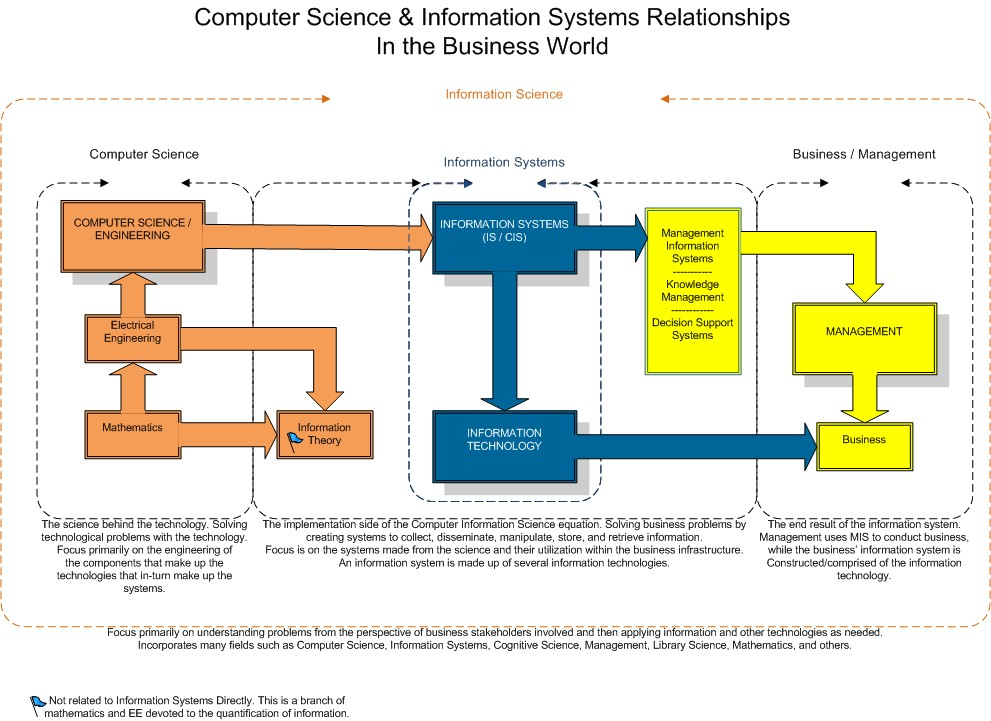
電腦製作的資訊系統

主要為EIS（Executive Information System，主管資訊系統）或稱ESS（Executive Support System，主管支援系統），提供組織狀況，支援高層決策，是一種電腦化系統，支援、提供高階主管所需的決策資訊，並支援主管規劃、分析和溝通所需的能力，重點在於追蹤、控制與溝通。又分成组织狀況報導系統與人際溝通支援系統。而此一階層管理人員也可以應用DSS完成相關決策工作。
DSS是一種協助人類做決策的資訊系統，協助使用者規劃與分析各種行動方案，常用試誤的方法進行，通常是以交談式的方法來解決半結構性或非結構性的問題，但其所強調的是支援而非代替人類進行決策。

## 信息系统与商业 --- 信息系统的三个维度
信息系統有三個維度--- 組織維度，管理維度和信息技術維度。這三個維度可以幫助我們更加全面的認知信息系統通過解決企業組織和管理方面的問題，幫助企業應對周邊環境中的種種挑戰，為企業創造價值。這種全面的認知稱為信息系統基本素養（information systems literacy）。因此，信息系統不只是計算機。
组织维度：一个组织的基本要素包括组织的人员，结构，业务流程，组织政治和组织文化。组织由不同的层级和专门化领域构成，劳动分工清晰明确。企业的组织形式是等级式的，由高层管理人员，中层管理人员和基层管理人员三个主要层级组成，科学家及知识型员工通常与中层管理人员一起。信息系统为企业的每个层级提供服务。
管理維度：管理層的工作是認清組織所處的各種情況，做出決策，制定行動方案來解決問題。
技術維度：信息技術是管理者應對變革的眾多工具之一。包括計算機硬件，軟件，數據管理技術，網絡與電信技術，互聯網技術和所需的操作，管理人員，都代表了可供整個組織共享的資源，構成了企業的信息技術基礎設施（information technology infrastructure）。信息技術基礎設施是企業構架具體信息系統的基石與平台。
《管理信息系统---管理数字化公司》

## 運用資訊系統支援競爭策略

### 產品差異化
使用資訊系統提供差異化產品，或產生新的產品與服務。

### 集中差異化
找出比其他同業做得更好的產品及服務，創造新的市場利基。

### 緊密連結顧客與供應商

#### ECR (Efficient Customer Response)
一種通過製造商、批發商和零售商各自經濟活動的整合，以最低的成本，最快、最好地實現消費者需求的流通模式。

#### QR (Quick Response)
指物流業面對多樣少量的買方市場，不是儲備了產品，而是準備了各種要素，在用戶提出要求時，能對消費者的需求做出快速反應。

#### 轉換成本
指顧客從一產品或服務的供應商轉向另一供應商時所產生的一次性成本。

### 成本領導策略
指企業透過降低自己的生產經營成本，以低於競爭對手的產品價格，獲得市場占有率，並獲得比同行業較高的利潤。

### 資料挖掘
以自動或半自動的方式對大量的資料作分析，找出有意義的關係或規則，提供分析的演算方法包括統計分析法、人工智慧、決策樹、類神經網路等包括定性及定量分析。

## 應用系統面

### 群組支援系統(Group Support System)
資訊系統由支援的對象來分，也可分為支援個人的系統 (DSS)、支援群組的系統(如群組軟體)、支援部門的系統(如行銷IS)及支援整個企業的系統(如ERP)，而由於目前是一個重視團隊合作的年代，因此群組支援系統也就更是一般組織不可或缺的系統。群組支援系統(Group Support System)，可分為群組軟體(Groupware)與工作流程系統(Work Flow System)。